# Achim Lenz
Achim Lenz (* 1978 in Chur) ist ein Schweizer Schauspiel- und Musiktheaterregisseur, Intendant, Autor und Dozent an der Folkwang Universität der Künste.

## Ausbildung
Nach dem Studium der Klassischen Philologie und Alten Geschichte an der Universität Basel schloss Achim Lenz 2008 sein Regiestudium an der Folkwang Universität der Künste in Essen ab.

## Schauspiel- und Musiktheater
Die während seiner Ausbildung erarbeiteten Inszenierungen fanden große Beachtung: T-A-N-N-Ö-D, entstanden als Ensemblearbeit im Rahmen des Treffens aller deutschsprachigen Schauspielschulen, wurde 2008 mit dem Max-Reinhardt-Preis des österreichischen Bundesministeriums ausgezeichnet und die Abschlussinszenierung Alkestis von Euripides wurde 2008 zum Körber-Studio für junge Regie am Thalia-Theater in Hamburg eingeladen.
In Folge arbeitete Achim Lenz als freier Regisseur an unterschiedlichen Theatern in Deutschland, Österreich und der Schweiz (Theater Chur, Theater Nordhausen, Theater Lüneburg, Schauspielhaus Graz, uvm.), sowohl im Schauspiel- als auch im Musiktheaterbereich.
Achim Lenz ist außerdem als Dozent für Regie, Schauspiel und Musiktheater an der Folkwang Universität der Künste im Ruhrgebiet tätig.
Seit 2017 ist Achim Lenz Intendant der Gandersheimer Domfestspiele, Niedersachsens größtem professionellen Freilichttheater mit jährlich über 60.000 Zuschauern.

## Auszeichnungen
- 2000 – Förderpreis des Kantons Graubünden für Regie/Autor und Schauspiel
- 2004 – Preis des Wettbewerbs der Kulturförderung des Kantons Graubündens für Regie/Autor und Schauspiel
- 2005 – Förderpreis des Eliette-von-Karajan-Kulturfonds für Regie
- 2006 – 1-Jahres Stipendium des DAAD für Regie
- 2008 – Förderpreis 2008 für Schauspiel der Armin-Ziegler-Stiftung
- 2008 – Max-Reinhardt-Preis des Bundesministeriums für Wissenschaft und Forschung der Republik Österreich verliehen anlässlich der besonderen Ensemble-Leistung für ’’T-A-N-N-Ö-D’’
- 2009 – Folkwangpreis 2009 für die Inszenierung ’’Alkestis’’ nach Euripides
- 2010 – Postgraduiertes 1-Jahres Begabtenstipendium des DAAD für Regie
- 2023 – Januar bis März: Stipendium Atelieraufenthalt im Atelier Fernando et Jean-Luc Lardelli, Canton des Grisons, visarte Graubünden, Cité Internationale des Arts Paris[4]

## Mitgliedschaften
Achim Lenz ist Mitglied der Deutschen Musical Akademie.